# Adam Hagenbuch
Adam Hagenbuch (* 23. Januar 1991 in den USA) ist ein US-amerikanischer Schauspieler.

## Leben
Hagenbuch wuchs in Addison auf, wo er die Trinity Christian Academy besuchte. 2012 war er in dem Film Vielleicht lieber morgen zu sehen. In den Fernsehserien Undateable und Switched at Birth spielte er wiederkehrende Rollen. Von 2016 bis 2020 spielte Hagenbuch in der Serie Fuller House die Rolle des Jimmy Gibbler. Er war auch schon als Drehbuchautor, Produzent und Regisseur tätig.

## Filmografie
- 2012: Vielleicht lieber morgen
- 2014: Modern Family (eine Folge)
- 2014: The Brittany Murphy Story (Fernsehfilm) als Ashton Kutcher
- 2015: Rizzoli & Isles (eine Folge)
- 2015–2016: Undateable (sechs Folgen)
- 2015–2017: Switched at Birth (15 Folgen)
- 2016–2020: Fuller House (36 Folgen)
- 2021: American Horror Stories (Fernsehserie, eine Folge)
- 2025: Mid-Century Modern (eine Folge)